# 1958 en rugby à XV
Cette page présente les faits marquants de l'année 1958 en rugby à XV : les principales compétitions et évènements liés au rugby à XV et rugby à sept ainsi que les naissances et décès de grandes personnalités de ce sport.

## Événements

### Mars
- L'Angleterre a terminé première du Tournoi en remportant deux victoires et en concédant deux matchs nuls.
  - Article détaillé : Tournoi des Cinq Nations 1958

### Récapitulatifs des principaux vainqueurs de compétitions 1957-1958
- Le FC Lourdes est champion de France.

### Août
- Les Springboks affrontent les Français en 1958 dans une série historique pour les Bleus. Le 16 août 1958, l'équipe de France remporte sa première victoire par 9-5 face aux Springboks à l’Ellis Park de Johannesburg, sous la conduite de Lucien Mias[1],[2], le Docteur Pack. La tournée en Afrique du Sud de l'équipe de France, pourtant handicapée par plusieurs absences, est un succès complet car lors du premier match elle avait fait match nul 3-3.

## Naissances
- 17 juin : Pierre Berbizier, demi de mêlée international français sélectionné à 56 reprises, naît à Saint-Gaudens
- 31 août : Serge Blanco, international français (93 sélections) évoluant au poste d'arrière, naît à Caracas (Venezuela)